# Карлин, Анна
Анна Р. Карлин (англ. Anna R. Karlin; род. 19 марта 1960) — учёный в области информатики, профессор Вашингтонского университета. Имеет индекс Хирша 45, а на её самую цитируемую статью («Практическая сетевая поддержка трассировки по IP») ссылаются более полутора тысяч других академических статей и книг, и сотни — на не менее известные статьи по когерентности кэша в мультипроцессорах, одновременному управлению несколькими уровнями иерархии памяти, алгоритмам для прокси-серверов и хеш-таблицам с постоянным худшим временем доступа. Прежде всего Карлин известна работами в области создания и анализа алгоритмов (в первую очередь соревновательного анализа), применением вероятностных методов в информатике, операционных системах, распределённых системах, вычислительной сложности, анализе производительности, компьютерной музыке и цифровым аудиосигналам. Её вклад касается так называемых онлайн-алгоритмов, то есть алгоритмов, которым входящие данные нужны последовательно, так как они способны обрабатывать их один за другим, без необходимости знать общий размер или другие общие свойства. Традиционно онлайн-алгоритмы оцениваются с помощью соревновательного анализа — проще говоря, путём сравнения производительности с аналогичными офлайн-алгоритмами. Анализ онлайн-алгоритмов и вероятностных алгоритмов Карлин применяет к задачам алгоритмической теории игр, распределённым вычислениям и добыче данных.

## Биография
Карлин родилась в семье учёных: отец — Самуэль Карлин, математик в Стэнфорде, брат — химик в Университете Джонса Хопкинса. Карлин также училась в Стэнфорде, где получила степень бакалавра в 1981 году и защитила диссертацию доктора философии в 1987 по теме «Разделяемая память в распределённых системах». Проработав пять лет в соседнем со Стэнфордом исследовательском центре DEC, Карлин перешла в университет Вашингтона в 1994, где прошла путь от приглашённого доцента к полноценному (associate professor) и, наконец, профессору — должности, которую она занимает с 1998 года.
Карлин регулярно участвует в оргкомитетах и программных комитетах конференций. Кроме того, с 2012 года она входит в члены Ассоциации вычислительной техники (ACM), а с 2016 — в члены Американской академии искусств и наук.
Помимо науки Карлин серьёзно увлекается музыкой, профессионально играет на гитаре и поёт в рок-группе «Severe Tire Damage».

## Избранные труды
- Karlin, Anna R.; Manasse, Mark S.; Rudolph, Larry; Sleator, Daniel D. (1988), Competitive snoopy caching, Algorithmica, 3 (1): 79–119, doi:10.1007/BF01762111, MR 0925479.
- Dietzfelbinger, Martin; Karlin, Anna; Mehlhorn, Kurt; Meyer auf der Heide, Friedhelm; Rohnert, Hans; Tarjan, Robert E. (1994), Dynamic perfect hashing: upper and lower bounds, SIAM Journal on Computing, 23 (4): 738–761, doi:10.1137/S0097539791194094, MR 1283572.
- Feeley, M. J.; Morgan, W. E.; Pighin, E. P.; Karlin, A. R.; Levy, H. M.; Thekkath, C. A. (1995), Implementing global memory management in a workstation cluster, Proceedings of the 15th ACM Symposium on Operating Systems Principles (SOSP '95), pp. 201–212, doi:10.1145/224056.224072.
- Wolman, Alec; Voelker, M.; Sharma, Nitin; Cardwell, Neal; Karlin, Anna; Levy, Henry M. (1999), On the scale and performance of cooperative Web proxy caching, Proceedings of the 17th ACM Symposium on Operating Systems Principles (SOSP '99), pp. 16–31, doi:10.1145/319151.319153.
- Savage, Stefan; Wetherall, David; Karlin, Anna; Anderson, Tom (2000), Practical network support for IP traceback, Proceedings of the conference on Applications, Technologies, Architectures, and Protocols for Computer Communication (SIGCOMM '00), pp. 295–306, doi:10.1145/347059.347560.
- Savage, Stefan; Wetherall, David; Karlin, Anna; Anderson, Tom (2001), Network support for IP traceback, IEEE/ACM Transactions on Networking, 9 (3): 226–237, doi:10.1109/90.929847.